# José Goyeneche
José Ramón Goyeneche Bilbao (nascido em 15 de outubro de 1940) é um ex-ciclista espanhol que competiu no contrarrelógio por equipes durante os Jogos Olímpicos de Tóquio 1964.